# DeLorean DMC-12
DeLorean DMC-12 – dwuosobowy samochód sportowy produkowany seryjnie przez DeLorean Motor Company w latach 1981–1983, planowane było wznowienie produkcji od roku 2017. Powszechnie znany jako DeLorean, jako że był to jedyny samochód produkowany przez przedsiębiorstwo.

## Historia
Pierwszy prototyp ukończono w 1976 roku. W połowie lat 70. John DeLorean porzucił posadę wiceprezesa General Motors, by stworzyć własne auto sportowe. DMC miał modernistyczny, futurystyczny kształt klina, karoserię z nierdzewnej (odporność na korozję), nielakierowanej stali oraz podnoszone do góry drzwi typu skrzydła mewy, jak w Mercedesie 300SL. Konstrukcją układu zawieszenia zajęli się ludzie odpowiedzialni za projekt Lotusa Esprita. 5-biegowa skrzynia pochodziła z Renault, umieszczony z tyłu silnik był wspólnej konstrukcji Peugeota, Renault i Volvo z lat 70. Do dyspozycji był mały płaski bagażnik z przodu, pod maską. Dodatkowo trochę miejsca na bagaż było za oparciami foteli.
Produkcję oficjalnie rozpoczęto w lutym 1981 roku w fabryce DMC w Dunmurry, na przedmieściach Belfastu w Irlandii Północnej. W trakcie produkcji zmieniono kilka szczegółów samochodu, w tym maskę, kolor kół i kolor wnętrza. Do 1983 wyprodukowano 8975 sztuk DMC-12. Do 2007 przetrwało około 6500.
Silnik o pojemności 2,85 l był umieszczony centralnie, jego moc została zdławiona do ok. 130 KM z powodu przepisów o emisji spalin. Nad klapą silnika instalowano ażurową konstrukcję. Napędzana była tylna oś za pośrednictwem 5-biegowej skrzyni manualnej lub za dopłatą przez skrzynię automatyczną.
Cena samochodu początkowo miała wynosić 12 tysięcy dolarów (stąd nazwa DMC-12), jednak wzrost wartości funta szterlinga w stosunku do dolara, kryzys naftowy oraz gospodarczy sprawiły, iż w efekcie cena w momencie produkcji wynosiła 25 tys. dolarów, co w 2024 roku stanowiło równowartość 86 tys. dolarów
W 2007 roku przedsiębiorstwo, które przyjęło nazwę DMC, nie mając jednak żadnego związku z oryginalnym producentem, potwierdziło informację o wznowieniu produkcji ograniczonej liczby modeli DMC-12 przeznaczonych do sprzedaży detalicznej. Nowy DMC-12 ponoć miał być produkowany z oryginalnym silnikiem, w którym jakoby miano wprowadzić kilka ulepszeń zwiększających moc. Wszystkie auta miały rzekomo być składane ręcznie w zakładzie w Teksasie. Informacje te okazały się zabiegiem marketingowym, a przedsiębiorstwo nie otrzymało prawa do nadawania nowych numerów VIN. Samochody reklamowane jako nowo wyprodukowane były w rzeczywistości odrestaurowanymi oryginalnymi samochodami z fabryki w Dunmurry. W roku 2012 wszelkie informacje na temat nowo produkowanych samochodów zostały usunięte z oficjalnej witryny producenta.

## Dane techniczne

### Silnik
- V6 2,8 l (2849 cm³), 2 zawory na cylinder, SOHC[11]
- Średnica × skok tłoka: 91,00 × 73,00 mm
- Stopień sprężania: 8,80:1
- Moc maksymalna: 130 KM (96,9 kW) przy 5500 obr./min
- Maksymalny moment obrotowy: 208 N·m przy 2750 obr./min
- Producent: PRV

### Osiągi
- Przyspieszenie 0-100 km/h: 8,50 s
- Prędkość maksymalna: 205 km/h

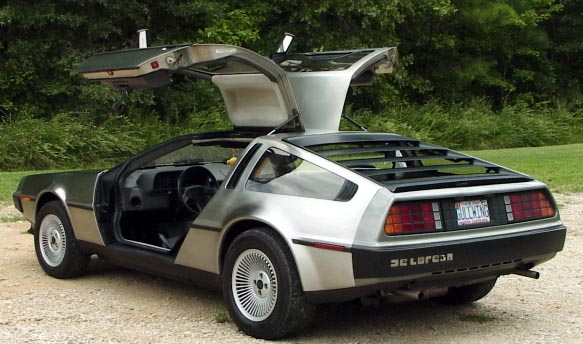
Tył DeLorean DMC-12
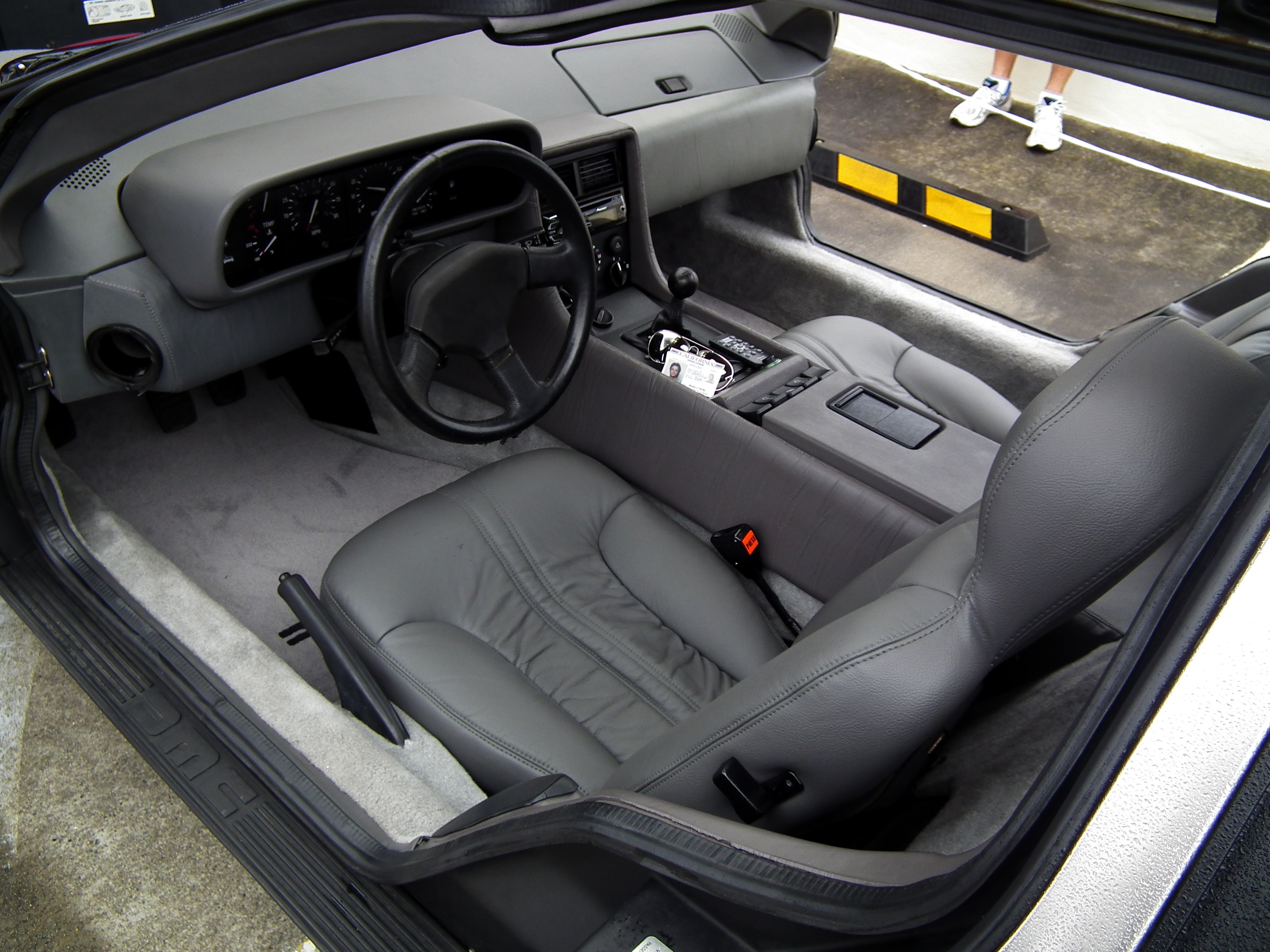
Wnętrze
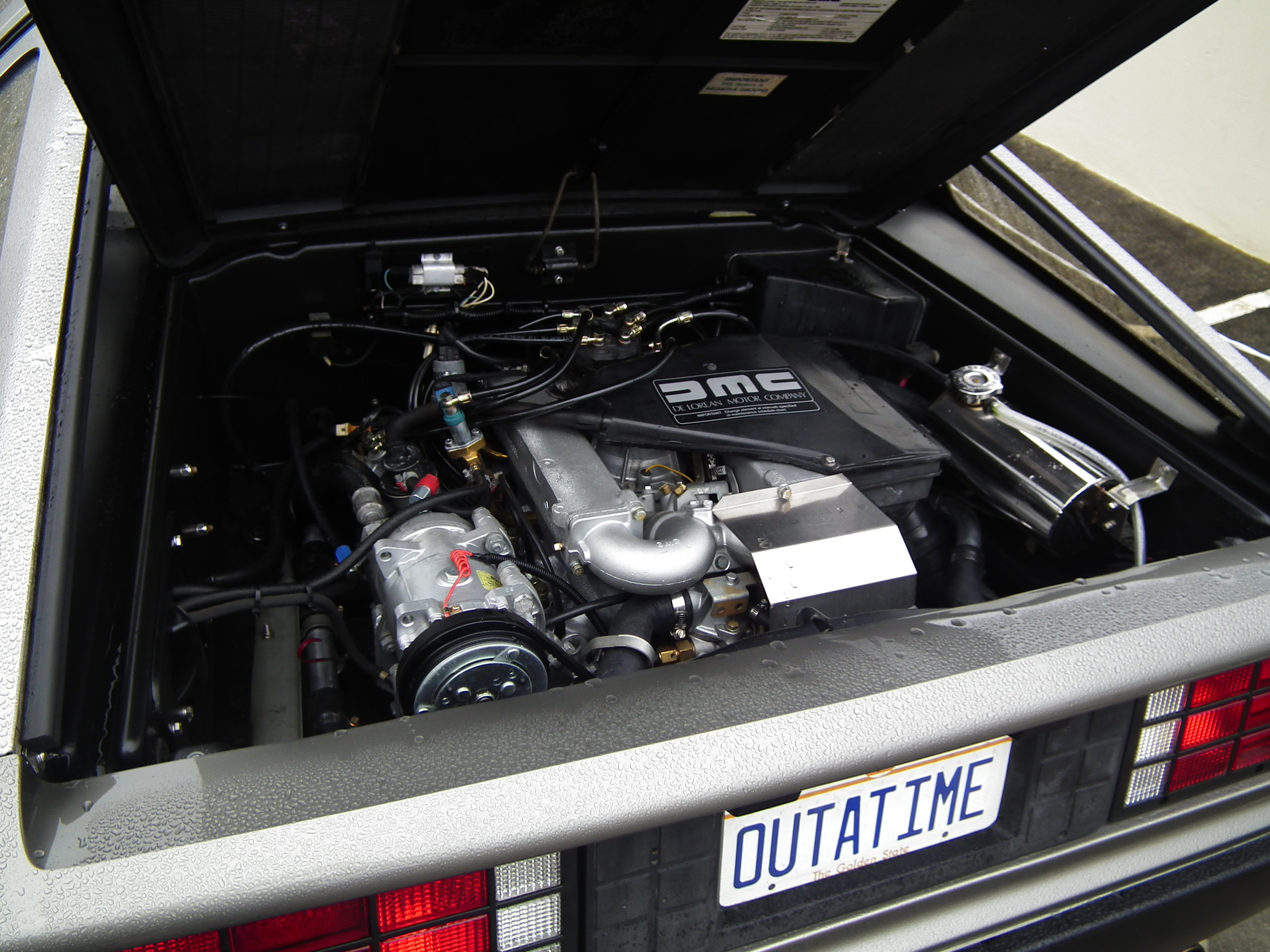
Silnik
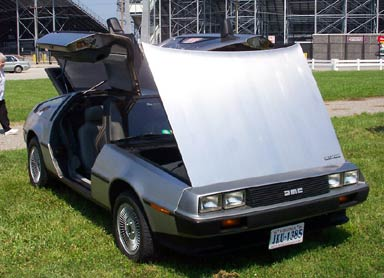
Otwarty bagażnik
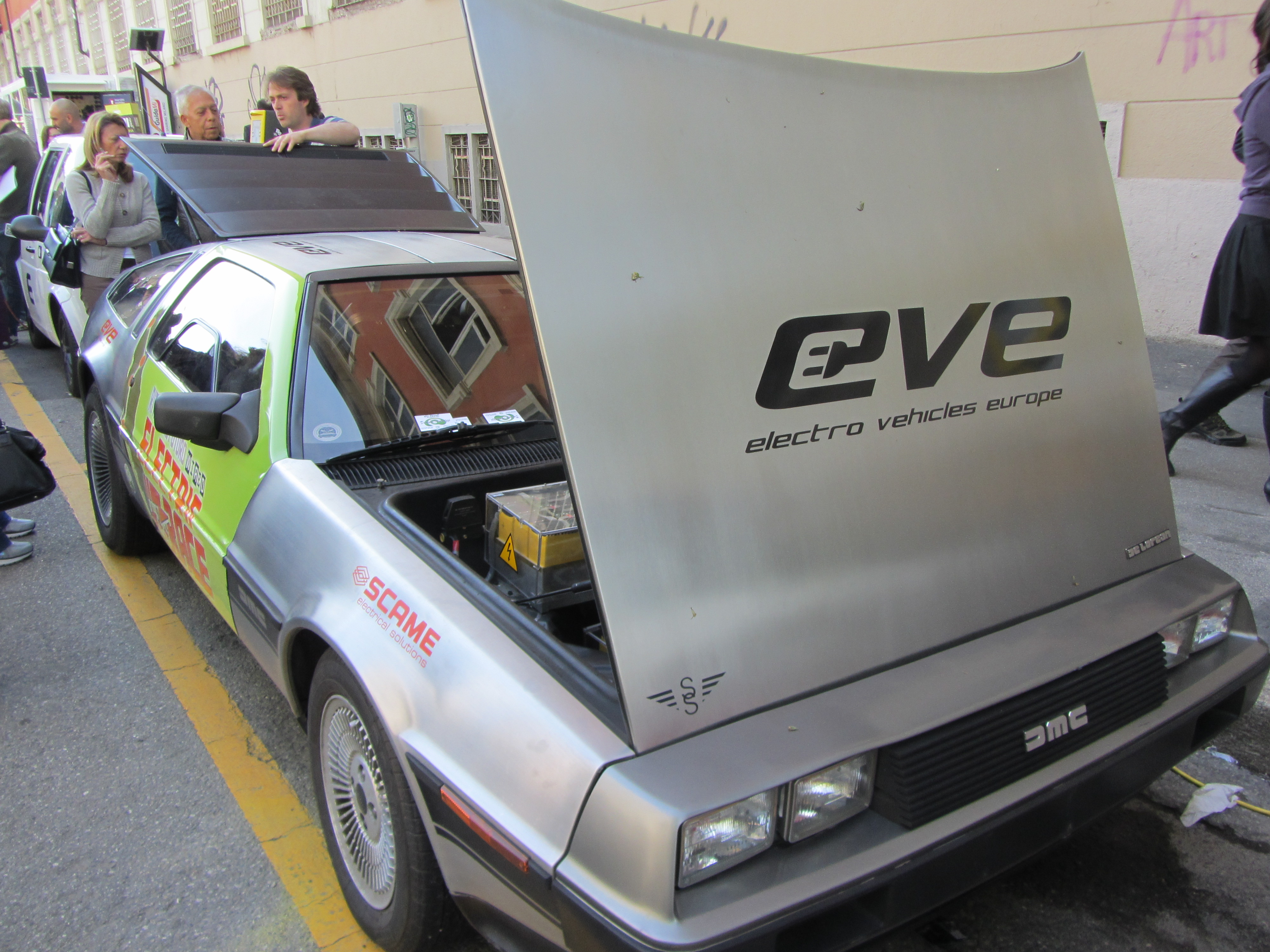
DeLorean DMC-12 w wersji elektrycznej

## Obecność w kulturze popularnej
Rozgłos uzyskany przede wszystkim dzięki trylogii filmowej Powrót do przyszłości (1985–1990) jako wehikuł czasu był pośmiertnym sukcesem auta. Chętnie był też wykorzystywany w teledyskach, na przykład zespołu 2 Brothers on the 4th Floor, duetu Macklemore i Ryan Lewis Thrift Shop, Music Instructor, Cleo Zabiorę nas (Basto remix) oraz FKi 1st i Post Malone The Meaning. Można go zobaczyć w teledysku Tuzza Globale. Także w jednym z epizodów serialu Amerykański tata, o tytule Delorean Story-an, można zobaczyć dwa modele tego auta. Pojawił się też w serialu Orange is the new Black, gdzie jeździł nim strażnik Luschek. Pojazd można zobaczyć też w grze Grand Theft Auto Online jako „Imponte Deluxo”, odróżniający się od innych pojazdów możliwością unoszenia się nad ziemią. Pojazd ten pojawił się również w Forza Horizon 5.